# Impasse du Bon-Pays
L'impasse du Bon-Pays est une voie de la commune de Nancy, située au sein du département de Meurthe-et-Moselle, en région Lorraine.

## Situation et accès
Comprise administrativement au sein du quartier Ville-Vieille - Léopold, l'impasse du Bon-Pays est une voie de la Vieille-ville de Nancy.
Débutant à son extrémité septentrionale perpendiculairement à la rue de la Monnaie, l'impasse du Bon-Pays effectue un coude à angle droit avant de prendre une direction est-ouest. Elle finit en impasse, en débouchant sur la cour intérieure de l'hôtel de la Monnaie.

## Origine du nom
Son nom provient de la présence d'une auberge qui avait pour enseigne « Au bon vin de pays ». Ce terme est attesté en 1793.

## Historique
Auparavant, et ce avant sa fermeture partielle, la voie s'était nommée « Rue de la Poterne », puis « Rue de l’Escuyerie » ou « Rue des Écuries » et « Rue derrière la Monnaie ».

## Bâtiments remarquables et lieux de mémoire
- Hôtel de la Monnaie, bâtisse inscrite aux monuments historiques par un arrêté du 12 avril 1944[1], et dont la cour intérieure ferme l'extrémité orientale de l'impasse.